# 岩月藓属
岩月藓属（学名：Iwatsukiella），也称小柔齿藓属，为薄罗藓科的一个属。

## 下属物种
本属包括以下物种：
- 小岩月藓 Iwatsukiella leucotricha W.R.Buck & H.Crum, 1978，小柔齿藓
- Iwatsukiella noguchii (Sakurai) W.R. Buck & H.A. Crum